# 니노미야정
니노미야정(일본어: 二宮町 니노미야마치[*])은 일본 가나가와현 나카군의 정이다.

## 역사
니노미야는 사가미국에서 두 번째로 큰 신사인 가와와 신사가 위치하였다. 작은 해안 정착촌으로써 센고쿠 시대에는 오다와라의 고호조씨의 지배하에 있었다. 에도 시대에는 명목상 오다와라번의 일부였다. 메이지 유신 이후 1878년에 군제의 실시로 유루기군(淘綾郡)에 속하게 되었다. 1889년 4월에 니노미야촌과 4개의 이웃한 촌이 합쳐져 아즈마촌을 이루었다. 1896년에 유루기군은 현재의 나카군의 일부가 되었다. 아즈마촌은 1935년 11월 3일에 정으로 승격되면서 니노미야정으로 이름이 바뀌었다.

## 인구
| 연도 | 인구   | ±%     |
| ---- | ------ | ------ |
| 1920 | 7,055  | —      |
| 1930 | 7,960  | +12.8% |
| 1940 | 8,711  | +9.4%  |
| 1950 | 12,679 | +45.6% |
| 1960 | 13,607 | +7.3%  |
| 1970 | 21,650 | +59.1% |
| 1980 | 27,221 | +25.7% |
| 1990 | 29,415 | +8.1%  |
| 2000 | 30,802 | +4.7%  |
| 2010 | 29,524 | −4.1%  |

## 교통

### 철도
- 동일본 여객철도 도카이도 본선

### 도로
- 국도 1호선